# 라두즈니 (한티만시 자치구)

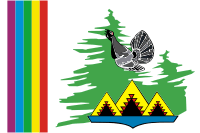
시 기

라두즈니(러시아어: Ра́дужный)는 러시아 한티만시 자치구 동부에 위치한 도시로, 인구는 47,060명(2002년 기준)이다. 튜멘에서 북동쪽으로 975km, 한티만시스크(한티만시 자치구의 행정 중심지)에서 북동쪽으로 475km, 니즈네바르톱스크에서 북동쪽으로 140km 정도 떨어진 곳에 위치하며 아간 강과 접한다.
1973년 이 곳 인근에 있는 유전 개발 사업이 진행되면서 지질학자와 유전 지대 노동자의 거주지로 건설되었으며 1985년 시로 승격되었다. 석유와 천연 가스가 생산된다.